# Tề Tương vương
Tề Tương vương (chữ Hán: 齊襄王, ? – 265 TCN), tên thật là Điền Pháp Chương (田法章), là vị Quốc vương thứ 7 của nước Điền Tề - chư hầu nhà Chu thời Chiến Quốc trong lịch sử Trung Quốc.

## Lên ngôi
Theo Sử ký, Điền Pháp Chương là con của Tề Mẫn vương – vua thứ 6 nước Điền Tề, mẹ ông là Tề Mẫn Thái hậu.
Năm 285 TCN, nước Tề bị các nước chư hầu Yên, Ngụy, Tần, Triệu và Hàn tấn công, vua cha Tề Mẫn vương phải bỏ chạy. Thái tử Pháp Chương chạy theo vua Tề bôn ba, sau cùng trở lại đất Cử. Tướng Sở là Náo Xỉ được Sở Khoảnh Tương vương cử cầm quân sang cứu Tề, được Mẫn vương phong làm tướng nhưng lại phản Mẫn vương, giết chết Mẫn vương.
Vua cha bị giết khiến Thái tử Pháp Chương phải cùng mẹ bỏ trốn và thay tên họ ở nước Cử. Ông trốn trong nhà quan Thái sử Kiểu (太史敫). Con gái quan thái sử thấy Điền Pháp Chương dung mạo khác thường, đem lòng yêu và hai người quan hệ tình cảm với nhau.

## Làm vua
Cùng lúc, dân nước Tề ở đất Cử thấy Náo Xỉ giết hại vua Tề bèn nổi lên chống lại. Náo Xỉ phải bỏ đất Cử chạy. Người nước Cử tìm dòng dõi vua Tề để lập người kế nghiệp, Điền Pháp Chương bèn công khai thân phận của mình. Ông được người thành Cử tôn làm vua, tức là Tề Tương vương. Ông lập con gái quan Thái sử Kiều làm Vương hậu, tức Quân vương hậu. Người đất Cử ra sức giúp ông giữ thành. Cùng lúc tại thành Tức Mặc, tướng giữ thành là Điền Đan dùng mưu kế giữ được thành khiến Nhạc Nghị không thể hạ được 2 thành còn lại của nước Tề sau khi đã chiếm được 70 thành.
Năm 278 TCN, Điền Đan ở Tức Mặc dùng kế đại phá quân Yên. Tướng Yên lúc đó là Kỵ Kiếp (Nhạc Nghị bị Điền Đan phản gián gièm pha bị cách chức) bị đánh bại và tử trận, quân Yên phải rút về nước. Nước Tề được khôi phục. Điền Đan rước Tề Tương vương về Lâm Tri. Ông phong Điền Đan làm tướng quốc, tước An Bình quân.
Năm 271 TCN, Tần Chiêu Tương vương tấn công đất Cương Thọ của nước Tề. 
Năm 265 TCN, ông sai tướng Điền Đan mang quân đánh Yên, chiếm đất Trung Dương.
Tề Tương vương ốm nặng và qua đời trong năm đó. Ông ở ngôi được 19 năm. Con ông là Điền Kiến lên nối ngôi, tức là Tề vương Kiến.